# Challenger de Salinas 2022
El Challenger de Salinas 2022, denominado por razones de patrocinio Copa Banco Guayaquil fue un torneo de tenis perteneció al ATP Challenger Tour 2022 en la categoría Challenger 80. Se trató de la 22.ª edición, el torneo tuvo lugar en la ciudad de Salinas (Ecuador), desde el 4 hasta el 10 de abril de 2022 sobre pista dura al aire libre en las canchas del Salinas Golf & Tenis Club.

## Jugadores participantes del cuadro de individuales
| Favorito | País                      | Jugador              | Rank1 | Posición en el torneo |
| -------- | ------------------------- | -------------------- | ----- | --------------------- |
| 1        | Bandera de Ecuador        | Emilio Gómez         | 145   | CAMPEÓN               |
| 2        | Bandera de Estados Unidos | Christopher Eubanks  | 155   | Segunda ronda         |
| 3        | Bandera de Argentina      | Camilo Ugo Carabelli | 170   | Cuartos de final      |
| 4        | Bandera de la India       | Ramkumar Ramanathan  | 171   | Primera ronda         |
| 5        | Bandera de Argentina      | Nicolás Kicker       | 203   | Primera ronda         |
| 6        | Bandera de Suiza          | Alexander Ritschard  | 231   | Semifinales           |
| 7        | Bandera de Argentina      | Andrea Collarini     | 241   | Cuartos de final      |
| 8        | Bandera de Colombia       | Nicolás Mejía        | 264   | Segunda ronda         |

- 1 Se ha tomado en cuenta el ranking del 21 de marzo de 2022.

### Otros participantes
Los siguientes jugadores recibieron una invitación (wild card), por lo tanto ingresan directamente al cuadro principal (WC):
- Álvaro Guillén Meza
- Cayetano March
- Pedro Boscardin Dias

Los siguientes jugadores ingresan al cuadro principal tras disputar el cuadro clasificatorio (Q):
- Blu Baker
- Felix Corwin
- Matías Franco Descotte
- Brandon Holt
- Naoki Nakagawa
- Sho Shimabukuro

## Campeones

### Individual Masculino
- Emilio Gómez derrotó en la final a  Nicolás Moreno de Alborán, 6–7(2), 7–6(4), 7–5

### Dobles Masculino
- Yuki Bhambri /  Saketh Myneni derrotaron en la final a  JC Aragone /  Roberto Quiroz, 4–6, 6–3, [10–7]